# پال کالمار
پال کالمار (مجاری: Kalmár Pál؛ زادۀ ۵ سپتامبر ۱۹۰۰ – درگذشتۀ ۲۱ نوامبر ۱۹۸۸) یک موسیقی‌دان اهل مجارستان بود. وی خواننده آهنگ معروف یک‌شنبه غم‌انگیز بود. از فیلم‌ها یا مجموعه‌های تلویزیونی که وی در آن‌ها نقش داشته‌است می‌توان به چتر سنت پیتر اشاره نمود.